# Sione Lātūkefu
El reverendo doctor Sione Lātūkefu fue un historiador de Tonga fallecido el 2 de junio de 1995
Se licenció y doctoró en la Universidad de Queensland en 1962.
Fue el primer historiador tongano oficial y en 1898 fundó la Asociación de Historia de Tongo. También participio en la fundación de la Tonga Research Society.